# 팬보이즈
《팬보이즈》(영어: Fanboys)는 미국에서 제작된 카일 뉴먼 감독의 2009년 코미디 영화이다. 제이 배러셸, 댄 포글러, 샘 헌팅턴, 크리스 마켓, 크리스틴 벨 등이 출연하였고, 데이나 브루네티 등이 제작에 참여하였다.

## 줄거리
1998년. 고등학교 시절 만난 친구들인 스타워즈 팬보이 무리는 친구 하나가 4개월 시한부 암 환자로 6개월 뒤에 개봉할 《스타워즈 에피소드 1: 보이지 않는 위험》(1999)을 보지 못하고 사망할 예정이라는 걸 알고 스카이워커 랜치에 잠입해 1차 편집본을 훔치기로 한다.

## 출연
- 제이 배러셸 - 윈도스 역
- 댄 포글러 - 해럴드 "허치" 허친슨 역
- 샘 헌팅턴 - 에릭 보틀러 역
- 크리스 마켓 - 라이너스 역
- 크리스틴 벨 - 조이 역
- 데이비드 덴먼 - 채즈 역
- 크리스토퍼 맥도널드 - 빅 척 역
- 빌리 디 윌리엄스 - 라인홀드 판사 역
- 대니 트레이호 - 더 치프 역
- 앨리 그랜트 - 로그 리더 / 키미 역
- 이선 수플리 - 해리 놀스 역
- 세스 로건 - 시숄츠 장군 / 외계인 / 로치 역
- 캐리 피셔 - 의사 역
- 제이슨 뮤스, 케빈 스미스 - 주유소의 남자 역
- 제이미 킹 - 앰버 역
- 대니 맥브라이드 - 보안 담당 책임자 역
- 레이 파크, 크레이그 로빈슨, 윌 포테이 - THX 보안 요원 역
- 조 로트룰리오 - 교도소 경비 역
- 루 테일러 푸치, 노아 시건 - 보바 펫 역
- 윌리엄 섀트너 - 본인 역

## 기타 제작진
- 라인 제작: D. 스콧 럼프킨, 론 코즈모 베키어렐리
- 배역: 앤 매카시, 제이 스컬리
- 미술: 코리 로렌즌
- 의상: 조애나 아갠